# عيسى شهاب
عيسى شهاب (12 يناير 1981) لاعب كرة قدم بحريني يلعب حاليا لصالح نادي الدرجة الأولى الأهلي البحريني في مركز الظهير الأيمن من 1999 كما يجيد اللعب في مركز الوسط الأيمن.

## الإنجازات
- الدرجة الأولى (1): 2010
- كأس ملك البحرين (2): 2001، 2003
- كأس الاتحاد البحريني (2): 2007، 2016